# Tecora
Le Tecora est un navire négrier portugais du début du XIXe siècle. Au cours de la traite négrière, il a pour fonction d'emmener les esclaves noirs vers les côtes Nord ou Sud américaines. 

## Description
Le navire avait plusieurs étages très étroits où les Africains devaient rester assis ou allongés. Des centaines d'esclaves pouvaient être à bord. Ils étaient très précieux mais très mal traités. Les hommes, les femmes et les enfants valaient environ 450 $.